# Cayo Volcacio Tulo
Cayo o Gayo Volcacio Tulo (en latín, Gaius Volcatius Tullus; fl. 53-48 a. C.) fue un militar romano del siglo I a. C.

## Carrera pública
No se sabe nada acerca de su infancia, aunque es posible que su padre haya sido Lucio Volcacio Tulo. Combatió en la guerra de las Galias bajo el mando de Julio César en calidad de legado, quién, en 53 a. C., le encomendó cuidar el puente que había construido sobre el Rin mientras él derrotaba a los rebeldes. Permaneció bajo las órdenes de Julio César en la guerra civil entre éste y Pompeyo, durante la cual se destacó en la batalla de Dirraquio cuando, viendo que los enemigos se acercaban, trabó con éxito combate contra ellos con inferioridad numérica. Después de esto, no se conoce nada más de su vida.